# Вилађо Сан Домино (Фођа)
Вилађо Сан Домино (итал. Villaggio San Domino) је насеље у Италији у округу Фођа, региону Апулија.
Према процени из 2011. у насељу је живело 322 становника. Насеље се налази на надморској висини од 51 м.